# Бакгерст-гілл (станція метро)
51°37′36″ пн. ш. 0°02′49″ сх. д. / 51.626667° пн. ш. 0.046944° сх. д.
Бакгерст-гілл (англ. Buckhurst Hill) — станція Центральної лінії Лондонського метрополітену у Бакгерст-гілл, Еппінг-Форест, Англія у 5-й тарифній зоні, між метростанціями  Лоутон та Вудфорд. В 2018 році пасажирообіг станції — 2.15 млн пасажирів
Конструкція станції: наземна відкрита з двома береговими прямими платформами

## Історія
- 22 серпня 1856: відкриття станції
- 1892: перенесення станції на сьогоденне місце
- 6 січня 1966: закриття товарної станції

## Послуги
| Попередня станція | Лінія | Лінія                             | Лінія | Наступна станція |
| ----------------- | ----- | --------------------------------- | ----- | ---------------- |
| Лоутон            |       | Лондонське метро Центральна лінія |       | Вудфорд          |